# Ignacy Bielecki

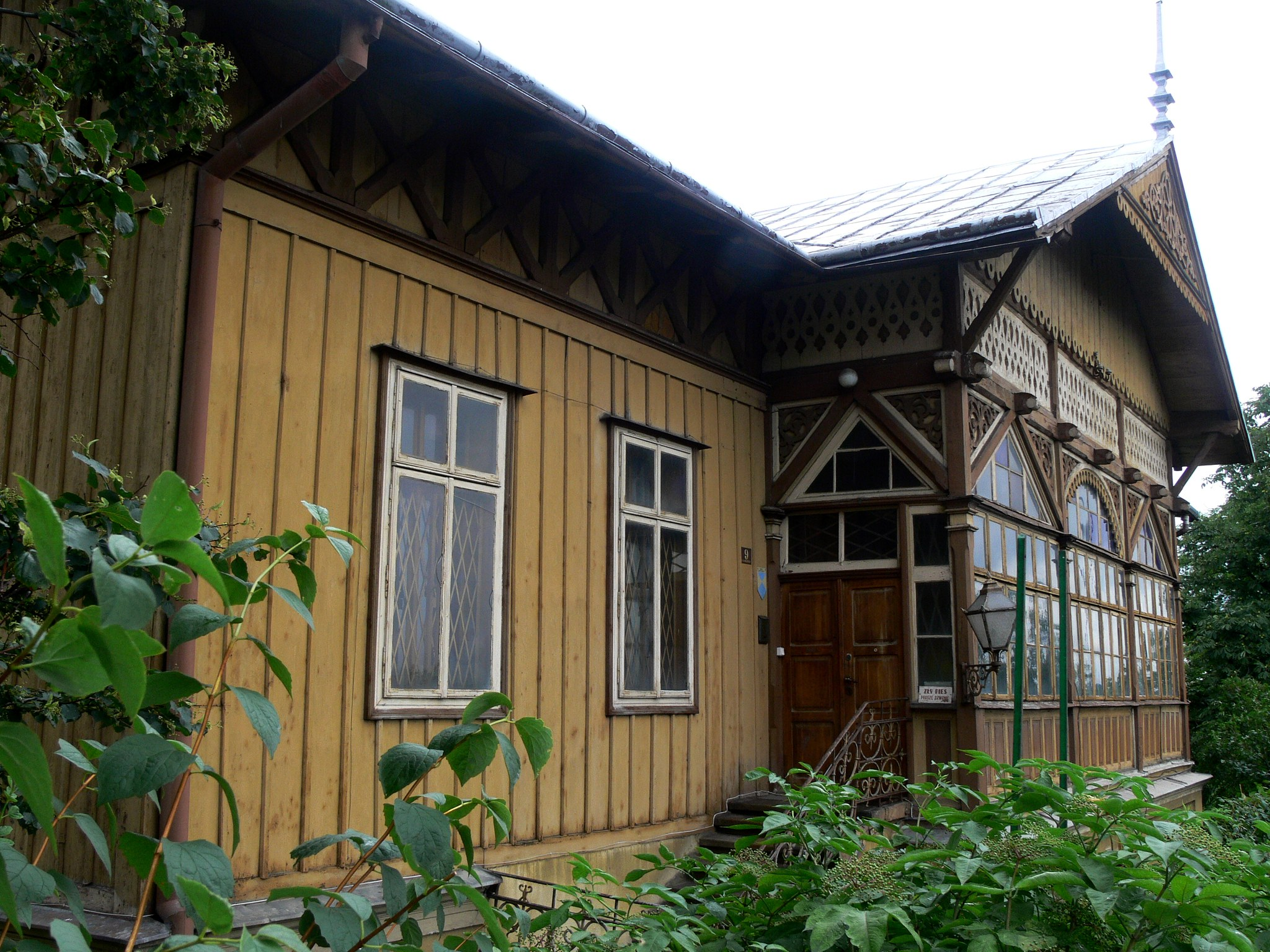
Dom Ignacego Bieleckiego w Rymanowie

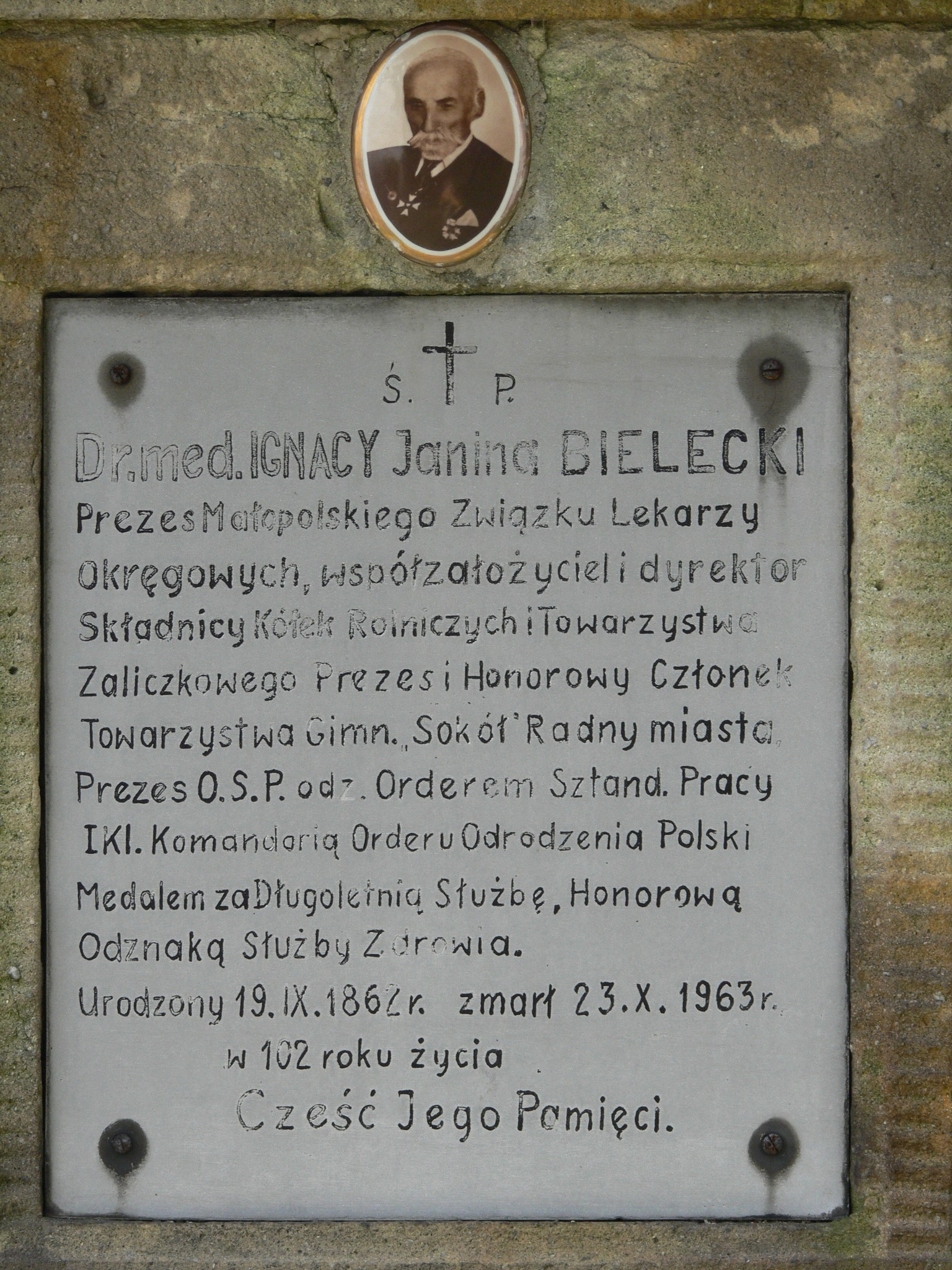
Tablica nagrobna Ignacego Bieleckiego na cmentarzu w Rymanowie

Ignacy Bielecki (ur. 19 września 1862 w Haczowie, zm. 23 października 1963 w Rymanowie) – doktor wszechnauk lekarskich, lekarz i społecznik, zasłużony dla Rymanowa, twórca muzeum „Rymanoviana”, organizacji niepodległościowych, m.in. Sokoła, wielki miłośnik Rymanowa i rzecznik jego rozwoju, kapitan armii Austro-Węgier.

## Życiorys
Syn Pawła i Marii, z domu Szajna, która zmarła wkrótce po jego narodzeniu. Ignacy Bielecki uczył się w gimnazjum w Przemyślu, zaś egzamin dojrzałości zdał w C. K. Gimnazjum w Jaśle w 1882. Studiował na Wydziale Wszechnauk Lekarskich Uniwersytetu Jagiellońskiego, który ukończył w 1888 otrzymując tytuł doktora wszechnauk lekarskich 19 grudnia 1888. Początkowo pracował w Żmigrodzie, a w 1890 zamieszkał w Rymanowie. Tam praktykował, od 1895 do 1900 pełnił urząd lekarza miejskiego, a od 1901 do 1937 lekarza okręgowego w Rymanowie (zasięg 17 gmin z ludnością ok. 15 tys.). Ponadto od 1896 do 1934 był lekarzem w Kasie Chorych. W 1937 przeszedł w stan spoczynku. Zawodowo pracował do setnego roku życia, prowadząc zdrowy tryb życia.
Działał na płaszczyźnie branżowej oraz społecznie. Przed 1914 był członkiem zarządu oddziału Towarzystwa Pomocy Przemysłowej w Rymanowie. Był wiceprzewodniczącym (1921) i przewodniczącym Związku Lekarzy Okręgowych Małopolski (1923-1939), był inicjatorem, współzałożycielem i długoletnim przewodniczącym Zarządu Kółek Rolniczych (1919-1949), przewodniczył Zarządowi Towarzystwa Zaliczkowego (1900-1939), był inicjatorem, współzałożycielem i prezesem gniazda Polskiego Towarzystwa Gimnastycznego „Sokół” w Rymanowie (1907-1949), prezesem Ochotniczej Straży Pożarnej (1895-1919). W okresie II Rzeczypospolitej należał do Stronnictwa Narodowego. W latach 30. był członkiem Lwowskiej Izby Lekarskiej.
Był oficerem armii Austro-Węgier w stopniu kapitana. Po odzyskaniu przez Polskę niepodległości został przyjęty do Wojska Polskiego. W 1920 walczył w wojnie polsko-bolszewickiej. Był wybierany radnym miejskim Rymanowa. Po wybuchu II wojny światowej w okresie okupacji niemieckiej 1939-1945 działał jako lekarz polskiego podziemia.
19 grudnia 1958 obchodził 70-lecie uzyskania dyplomu doktora i pozostawał wówczas nadał praktykującym lekarzem. Został odznaczony wieloma odznaczeniami za pracę społeczną. Radni miasta Rymanowa nazwali ulicę, przy której mieszkał, jego imieniem.
Znawca i kolekcjoner dzieł sztuki. Twórca muzeum, które kontynuowała w jego domu rodzina w Rymanowie. Zgromadzono: przybory lekarskie, instrumenty chirurgiczne, dokumenty, kolekcję saskiej porcelany, militaria, bezcenne miniatury, tkaniny.
We wrześniu 1905 poinformowano w prasie, że podczas polowania na kaczki Klimkówce dr Bielecki śmiertelnie postrzelił chłopaka.
Został pochowany na cmentarzu w Rymanowie.

## Odznaczenia
- Order Sztandaru Pracy I klasy
- Krzyż Komandorski Orderu Odrodzenia Polski
- Medal za Długoletnią Służbę Zdrowia
- Honorowa Odznaka Służby Zdrowia
- Dyplom 15-lecia PRL